# バカンスの恋
「バカンスの恋」（バカンスのこい）は、Bon-Bon Blancoの5枚目のシングル。

## 内容
- TBS系『pooh!』6月度エンディング・テーマ及びハドソン・iアプリ用ゲーム『ミラクルくえすと2』テーマ・ソング。カップリングの「The sea of the time」はアルバム『BEAT GOES ON』からのリカットである。

## 収録曲
1. バカンスの恋
作詞：佐々木美和　作曲・編曲：大島こうすけ
2. The Sea of the time
作詞：小田佳奈子　作曲・編曲：大島こうすけ
3. バカンスの恋(inst.)
4. The sea of the time(inst.)